# Viktor Vekselberg
Viktor Feliksovitch Vekselberg (en russe : Виктор Феликсович Вексельберг), né le 14 avril 1957 près de Lviv en Ukraine occidentale, est un entrepreneur russe. Il est propriétaire et président du conglomérat russe Renova Group. Selon Forbes, en octobre 2019, sa fortune est estimée à 11,4 milliards de dollars, ce qui le place à la 119e place sur la liste des personnes les plus riches du monde.
Vekselberg est proche du Kremlin. En avril 2018, les États-Unis ont imposé des sanctions contre lui et 23 autres citoyens russes.

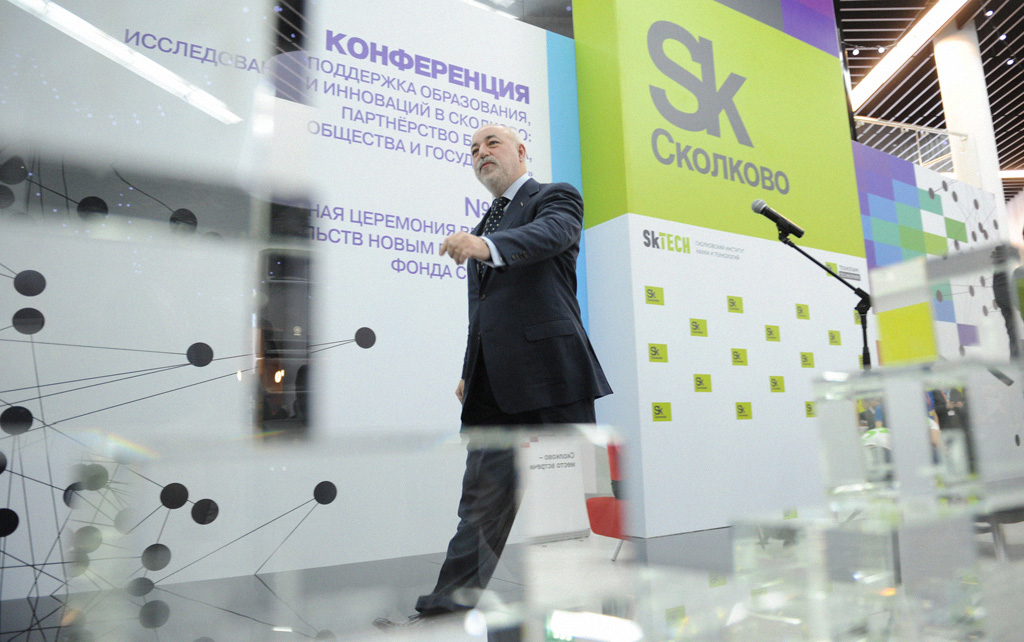
Vekselberg après une présentation à l'Institut des sciences et technologie de Skolkovo.

## Biographie
Viktor Vekselberg est né en 1957 d'un père juif ukrainien et d'une mère chrétienne russe, à Drohobych, en république socialiste soviétique d'Ukraine (bien que certains rapports indiquent qu'il est né à Lviv). 

### Éducation
Doué pour les mathématiques, il effectue des études universitaires en ingénierie des systèmes. 
En 1979, il est diplômé d'un doctorat  en mathématiques de la faculté d'automatisation et de génie informatique de l'Institut des chemins de fer de Moscou (MIIT). Par la suite, il a travaillé comme ingénieur et directeur de recherche chez un fabricant de pompes appartenant à l'État,. 
Il poursuit ses études au centre de calcul de l'Académie des sciences de l'URSS et fait un peu de recherche dans un institut à Moscou. 

### Carrière
En 1988, il crée avec quelques amis mathématiciens une société baptisée KomVek (pour Kompanie Vekselberg) qui crée des logiciels et importe des ordinateurs usagés. Il revend en Allemagne avec de gros profits des fils de cuivre récupérés en Russie.
Il profite de la vague de libéralisation pour acquérir des bons de participation aux privatisations de sites sibériens de production d'aluminium.
En 1996, il cofonde le groupe minier et métallurgique Siberian-Urals Aluminium Company (SUAL) et s'intéresse aussi au pétrole en achetant, via une société d'investissement Renova, assez de parts pour devenir actionnaire majoritaire du groupe pétrolier Tyumen Oil Company (dit TNK). En 1997, il entre dans son conseil d'administration et devient en 2002 président de TNK, qu'il fusionne un an après (en 2003) à la branche russe de British Petroleum, créant le second groupe privé du marché pétrolier (derrière Lukoil). 
Dans le même temps, il entre en 2003 au conseil d'administration de SUAL-Holding. Trois ans après, il se rapproche de son principal concurrent Rusal, dirigé et détenu par un autre milliardaire oligarque russe, Oleg Deripaska. Les deux entreprises fusionnent en août 2006 en une nouvelle société, détenue à 75% par Deripaska et à 25% par Viktor Vekselberg. Ils acquièrent ainsi ensemble un quasi-monopole sur le marché russe de l'aluminium, disposant d'une capacité de production de plus de 4 millions de tonnes par an. Deux mois plus tard, la nouvelle entité SUAL-RusAl fusionne avec la branche aluminium de Glencore.
Viktor Vekselberg continue à étendre son empire. Récemment, l'oligarque propriétaire de 13,7 % du groupe zurichois OC Oerlikon, a annoncé vouloir investir 300 millions de dollars pour lancer une grande chaîne d'hôtels en Russie . Parallèlement, il investit plusieurs milliards dans des projets miniers en Afrique du Sud. Son fonds d'investissement Renova participe à un consortium pour la prospection de manganèse dans le désert du Kalahari. Par ailleurs, Viktor Vekselberg, via IES-Holding, est actif dans l'énergie, la distribution de gaz et l'immobilier.
En mars 2012, il démissionne de son mandat de président de Rusal, déclarant « que le groupe russe était confronté à une « crise profonde » et qu'il croulait sous les dettes » alors que le groupe, contrôlé par Oleg Deripaska, l'accuse « ne pas avoir été à la hauteur de ses fonctions de président ».
En mars 2010, le président russe Dmitri Medvedev lui demande de superviser la « Silicon Valley » russe qui doit naître près de Moscou autour de cinq pôles (énergie, information, télécommunications, nucléaire et biomédical), pour notamment rendre l'économie russe moins dépendante du secteur pétro-gazier. Il le fait via une « fondation Skolkovo » qui a obtenu le soutien du groupe aéronautique européen EADS, représenté par Jean Botti, directeur technique qui a promis d'y installer un centre de recherche et développement pour ses filiales Airbus, Eurocopter, Cassidian et Astrium afin d'améliorer les systèmes de communication, la motorisation et la consommation d’énergie des avions et engins spatiaux. Il a confié la conception architecturale du projet à la division ingénierie de la SNCF.
En avril 2011, Viktor Vekselberg annonce vouloir produire des modules photovoltaïques via sa société Hevel Solar, qui selon le journal La Tribune, pourrait recevoir de l'oligarque 500 millions de dollars pour créer un centre de recherche près de Moscou et attaquer le marché.

## Patrimoine
Sa fortune a été estimée par le magazine Forbes à 10 milliards de dollars, puis en 2009 à 14 milliards de dollars et 13 milliards en 2011. Elle a fortement baissé, à 4,7 milliards, en avril 2022.
En avril 2007, Vekselberg, collectionneur passionné d'œufs de Fabergé,, devient le premier actionnaire du fonds d'investissement Pallinghurst Resources de Bryan Gilbertson, qui a racheté cette année-là pour 38 millions de dollars la marque Fabergé au conglomérat Unilever. Il serait le plus important collectionneur d'objets de Fabergé et détient une collection qui a été montrée au Kremlin et à Dubrovnik (en 2007),.
Viktor Vekselberg est propriétaire du super-yacht de 78 mètres « Tango » d'une capacité de 36 personnes, dont la valeur est estimée à 90 millions de dollars (82,8 millions d'euros).
Viktor Vekselberg possède deux jets : un Airbus A319 (P4-MIS) et un Bombardier BD700 (M-YVVF) d'une valeur de 80 et 60 millions de dollars.

### Charité
En 2013, il fait don de 4,5 millions de dollars pour la construction du Musée juif et Centre de tolérance de Moscou. Il finance également la construction et la restauration de plusieurs synagogues en Russie, parmi lesquelles la synagogue chorale de Saratov en 2015.

### Sanctions
À la suite de l'invasion de l'Ukraine par la Russie en février 2022, les avoirs de Viktor Vekselberg aux États-Unis sont gelés et les sociétés américaines n'ont plus le droit de traiter avec lui ou ses entreprises. Il fait également l'objet d'une enquête du département de la Justice des États-Unis pour fraude bancaire. En septembre 2022, des agents fédéraux et des policiers locaux perquisitionnent son appartement de Park Avenue à New York et sa maison de vacances dans Les Hamptons, ainsi qu'une propriété qui lui serait liée sur Fisher Island près de Miami. 
À la demande des États-Unis, l'Espagne saisit en avril 2022 un super-yacht « Tango » d'une valeur de 90 millions d'euros lui appartenant,. En janvier 2023, les États-Unis ont inculpé deux hommes soupçonnés d’avoir aidé Viktor Vekselberg à éviter la saisie de son super-yacht : le britannique Richard Masters et le russo-suisse Vladislav Osipov.

## Vie privée
Viktor Vekselberg est marié à Marina Dobrynina, directrice de la fondation caritative « Dobrii vek » (fondé en 2002), qui aide les enfants et les adultes atteints de troubles mentaux. Ils ont tous les deux étudiés à l’Université russe de transport et se sont rencontrés lors d’un voyage étudiant. Le couple a deux enfants: une fille, Irina, et un fils, Alexandre,.